# Aspidodiadema
Genre
Aspidodiadema est un genre d'oursins abyssaux de la famille des Aspidodiadematidae.

## Description et caractéristiques

Aspidodiadema arcitum

Ce genre semble d'apparition relativement récente et est répandu dans les abysses des régions tropicales des trois principaux bassins océaniques.
Ces espèces sont des oursins réguliers : leur test (coquille) est de forme sphérique avec des plaques fermement imbriquées, même si l'ensemble demeure délicat. Leur bouche (« péristome ») est large et située au centre de la face orale (inférieure) et l'anus (« périprocte ») à l'opposé (au sommet du test, appelé « apex »), avec les orifices génitaux et le madréporite.
Le disque apical est monocyclique, avec un anneau périproctal circulaire. Les ambulacres sont droits et relativement étroits et unisériés, avec des paires de pores non conjugués.  Les plaques ambulacraires sont pseudocomposées, et portent un unique tubercule primaire très gros toutes les trois plaques ; ceux-ci forment une série alternée sous le perradius. Une plaque sur trois s'étend au-delà de la largeur ambulacraire (ce qui les distingue des genres Plesiodiadema et Gymnotiara). Les zones interambulacraires sont composées de plaques pentagonales portant un tubercule primaire unique et massif.
Les tubercules primaires sont perforés et crénulés, et les tubercules secondaires sont confinés à la périphérie des plaques. Le péristome est entouré d'encoches buccales peu profondes et arrondies.
Les radioles (piquants) sont très longues, fines et verticillées. Elles sont creuses, et l'intérieur montre un réseau de partitions horizontales et de piliers verticaux.

## Liste des espèces
Selon World Register of Marine Species (18 avril 2020) :
- Aspidodiadema africanum Mortensen, 1939 -- Afrique du Sud
- Aspidodiadema annulatum Koehler, 1927
- Aspidodiadema arcitum Mortensen, 1939 -- Hawaii
- Aspidodiadema hawaiiense Mortensen, 1939 -- Hawaii
- Aspidodiadema intermedium Shigei, 1977
- Aspidodiadema jacobyi A. Agassiz, 1880 -- Caraïbes (espèce-type)
- Aspidodiadema meijerei Döderlein, 1906 -- Malaisie
- Aspidodiadema montanum Mironov, 1981
- Aspidodiadema nicobaricum Döderlein, 1901 -- Malaisie
- Aspidodiadema sinuosum Mironov, 1981
- Aspidodiadema tonsum A. Agassiz, 1879 -- Indonésie

## Galerie

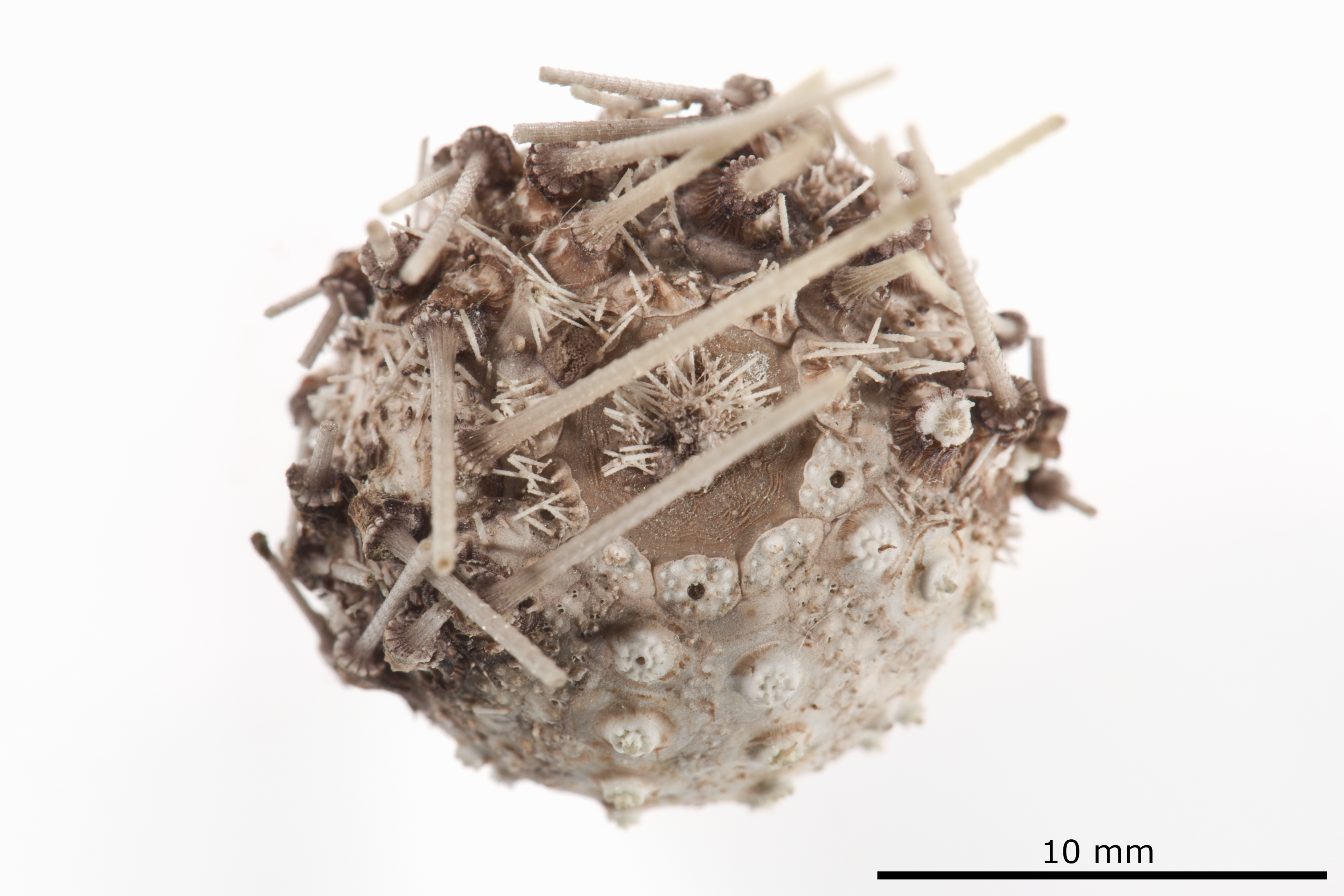
Test d'Aspidodiadema africanum
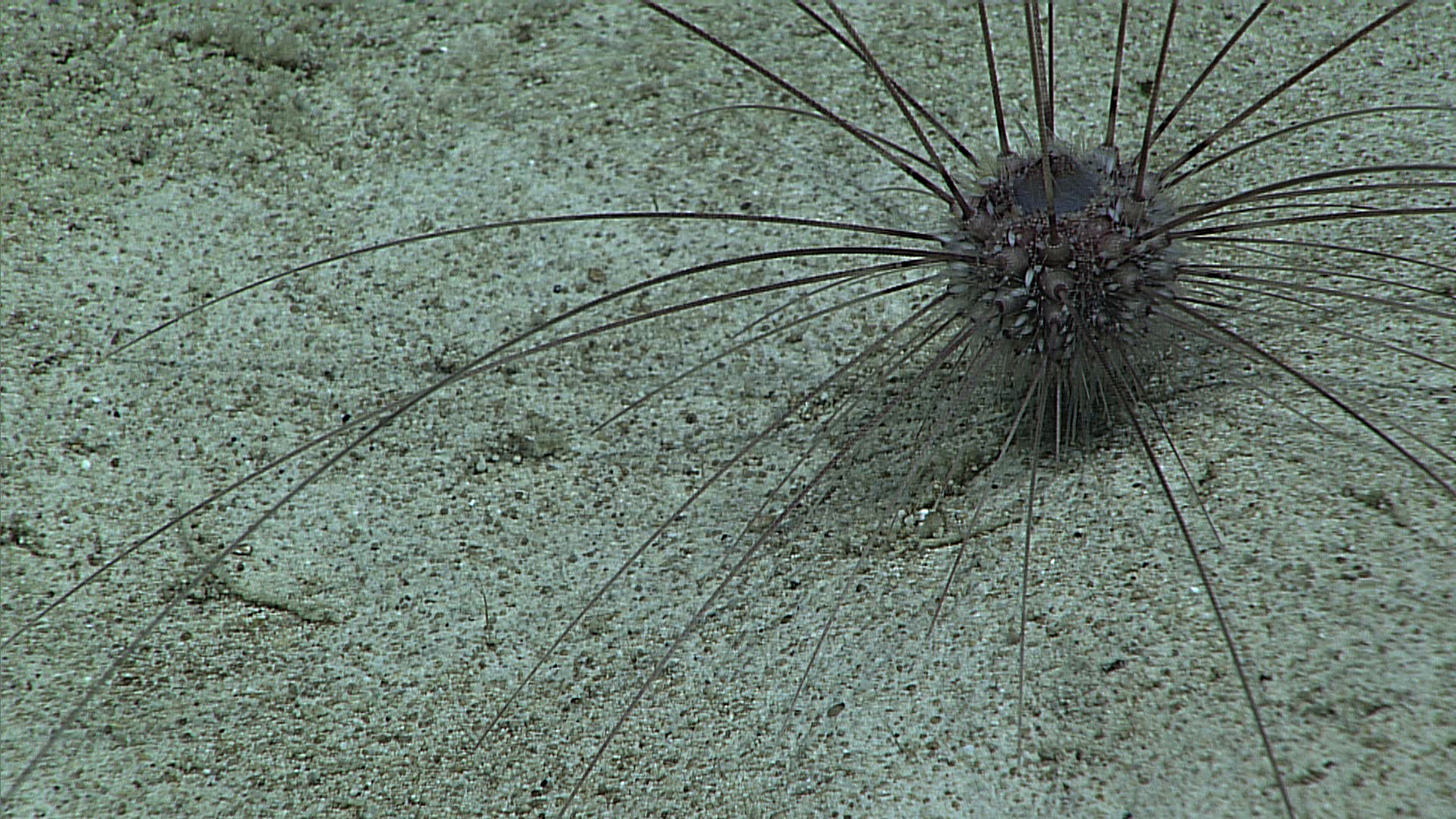
Aspidodiadema arcitum.
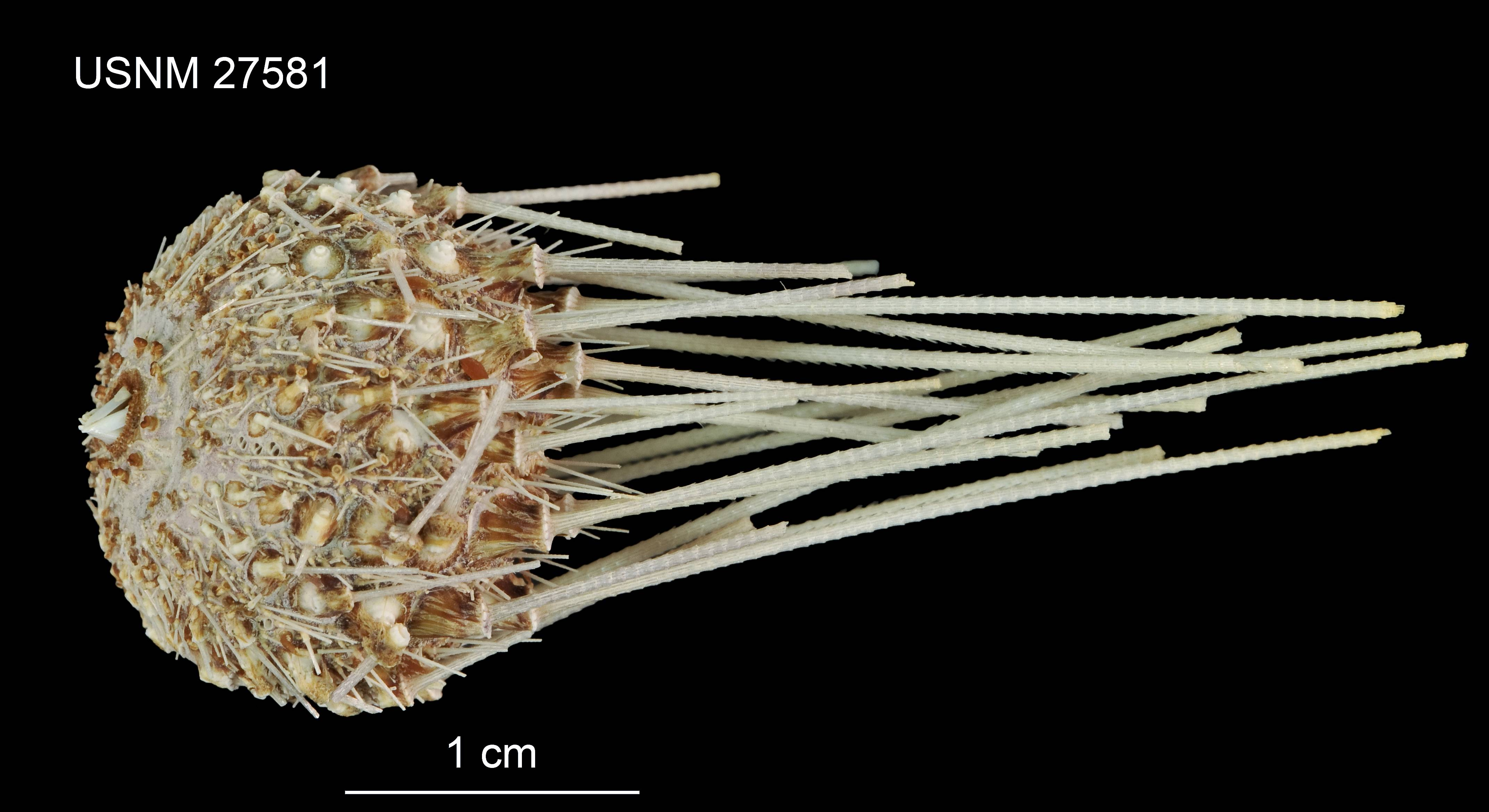
Aspidodiadema arcitum (préservé).
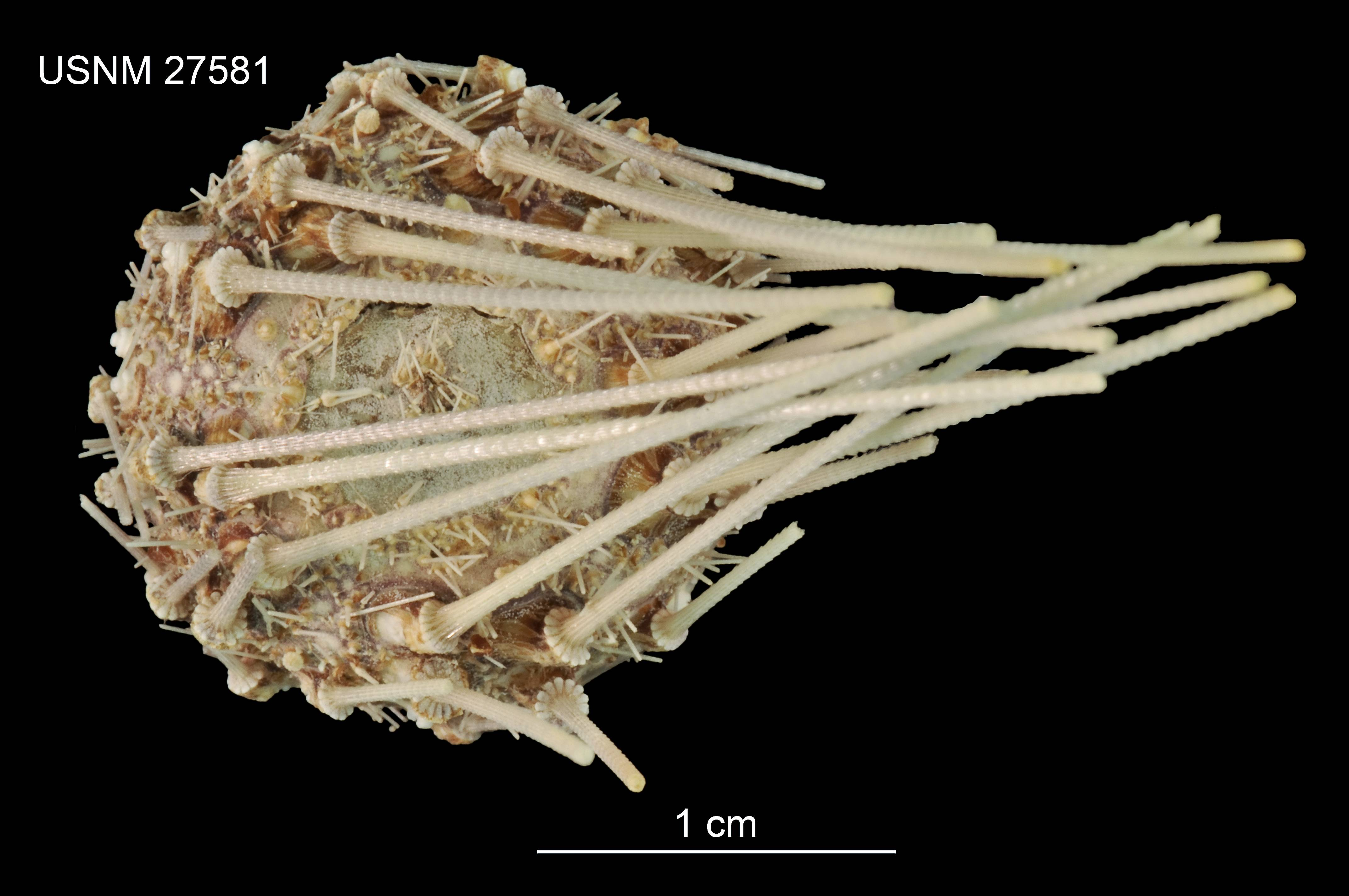
Aspidodiadema arcitum (préservé).
Aspidodiadema hawaiiense

## Publication originale
- (en) Alexander Emanuel Agassiz, « Preliminary report on the Echini of the Exploring Expedition of H.M.S "Challenger", Sir C. Wyville Thomson Chief of Civilian Staff », Proceedings of the American Academy of Arts and Sciences, Boston, Inconnu, vol. 14,‎ 1879, p. 190-212 (ISSN 0199-9818 et 2327-9478, OCLC 1479254, DOI 10.2307/25138537, JSTOR 25138537, lire en ligne).